# 1,4-丁二醇
1,4-丁二醇（化学式：HOCH2CH2CH2CH2OH）是丁二醇异构体之一，是丁烷的末端二羟基取代物，室温下为无色粘稠液体。
工业上，用乙炔与两分子的甲醛反应生成1,4-丁炔二醇再加氢的方法制取1,4-丁二醇。它也可由琥珀酸或马来酸的酸酐或酸酯气相氢化得到。
1,4-丁二醇在工业上主要用作塑膠和纖维生产使用的溶剂及制取其他化工产品的原料。高温及磷酸存在下，1,4-丁二醇失水环化，生成四氢呋喃（THF）；200°C和钌催化剂催化下，1,4-丁二醇脱氢生成γ-丁内酯（GBL）。这两者均是相当重要的工业溶剂及合成前体。此外工程塑料聚对苯二甲酸丁二酯（PBT）的制取也需要用到1,4-丁二醇。